# Ludwig Wenz
Ludwig Wenz (24 agosto 1906 – 19 aprile 1968) è stato un calciatore tedesco, di ruolo portiere.